# Usuál

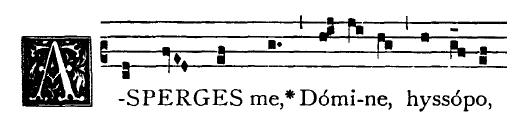
Začátek nápěvu Asperges me v Liber usualis.

Usuál (lat. „Liber usualis Missae et Officii“ nebo zkráceně „Liber usualis“) je sborník zpěvů gregoriánského chorálu obsahující kompletní repertoár pro obvyklé liturgické potřeby farních kostelů. Svou dnešní podobu získal ve francouzském opatství sv. Petra v Solesmes. První vydání vyšlo v roce 1896 zásluhou mnichů ze Solesmes za opata Ondřeje Mocquereau (1849–1930). Následovala řada dalších vydání v latině, francouzštině a angličtině, v chorální notaci i v notaci moderní. Po Mocquereauově smrti převzal práci Dom Gajard. Poslední oficiální vydání v těchto třech jazycích je z roku 1962, od liturgické reformy podobný ucelený sborník pro reformovanou liturgii vydán nebyl a je třeba používat speciální zpěvníky pro jednotlivé liturgické funkce (graduál, hymnář, antifonář, nápěvy otištěné v některých svazcích rituálu).